# Рустамов, Явуз Исмаил оглы
 Явуз Исмаил оглы Рустамов  (азерб. Yavuz İsmayıl oğlu Rüstəmov) — азербайджанский учёный, доктор технических наук, профессор, член-корреспондент НАНА (2001).

## Биография
Явуз Рустамов родился 9 мая 1933 года в городе Ордубад Нахичеванской АССР Азербайджанской ССР. Окончил Азербайджанский индустриальный институт имени М. Азизбекова по специальности «Технология нефти и газа». Защитил докторскую диссертацию по специальности 05.17.08 — «Процессы и аппараты химической технологии». Профессор Я. Рустамов с 1990 года преподает в Сумгаитском государственном университете. В 2001 году был избран член-корреспондентом НАНА по специальности «Процессы и аппараты химической технологии и тяжелый (основной) органический синтез». Я. Рустамов — руководитель лаборатории процесса и аппаратов полимерной технологии в Институте полимерных материалов НАНА.

## Научная деятельность
Я. Рустамов изучил кинетические, гидродинамические и тепломассообменные закономерности процессов в многофазных системах и разработал их математические модели. Им созданы новые способы ведения процессов гранулирования порошкообразных материалов, сушки и капсулирования гранул, а также синтез капсулообразующих производных природных полимеров из различных сырьевых материалов. Разработанные процессы были внедрены в производство.
Я. Рустамов — автор 95 опубликованных научных статей, 19 авторских свидетельств и патентов. Им подготовлено 7 кандидатов наук.

### Некоторые научные работы
- Основные пути интенсификации процессов гранулирования суперфосфатов (монография). — Баку: Елм, 1995. — 85 с.
- Особенности гидродинамики слоя и тепломассообмена при сушке материалов в псевдосжиженном состоянии // Теоретические основы химической технологии. — 1976. — Т. 10, № 34. — С. 633-635.
- Закономерности и математическое описание процессов тепломассообмена в трубе-сушилке с секциями // Химическая промышленность. — 1987. — № 12. — С. 740-743.
- Theoretical Aspects of the Technology in Synthesis of Sodium Carboxymethyl Cellulose from Various Raw Materials // Iranian Polymer Journal. — 2001. — № 2. — С. 91-98.
- Математическое описание взаимосвязи параметров процесса капсулирования суперфосфатов натрий-карбоксиметилцеллюлозой // Химическая промышленность. — 1997. — № 11. — С. 772-775.